# Haselhorst (métro de Berlin)
Haselhorst est une station souterraine de la ligne 7 du métro de Berlin (U7). Elle est située à l'est du centre-ville de Berlin, place Ferdinand Friedensburg dans le quartier Haselhorst et l'arrondissement de Spandau.

## Situation
Sur le réseau du Métro de Berlin la station souterraine de Haselhorst est établie sur la ligne 7 entre les stations Zitadelle (à 1 100 m) et Paulsternstraße (à 990 m).
Géographiquement la station Haselhorst est située sous la place Ferdinand Friedensburg où se retrouvent les voies : Nonnendammallee, Am Juliusturm et  Daumstraße dans le quartier Haselhorst et l'arrondissement de Spandau.

## Histoire
La station Haselhorst est mise en service le 1er octobre 1984, avec l'extension de la ligne de Rohrdamm à Rathaus Spandau. L'architecte Rainer G. Rümmler a conçu un plan simple avec un hall à un niveau intermédiaire entre les accès et la station qui se compose d'une plateforme centrale entre les deux voies. La station dispose d'une décoration sobre, faite de lignes géométriques simples, soulignées par une différence de matière et de tons. Les murs sont recouverts de panneaux de couleur sombre et les piliers ont un revêtement d'aspect métallique.

## Service des voyageurs

### Accueil
La station Haselhorst est une station souterraine accessible par des escaliers. Elle est située dans la zone tarifaire B.

### Desserte
La station est desservie par les rames de la ligne 7 du métro de Berlin. Les horaires et les fréquences de passage sont à consulter sur le site de l'exploitant (voir lien externe en bas de page).

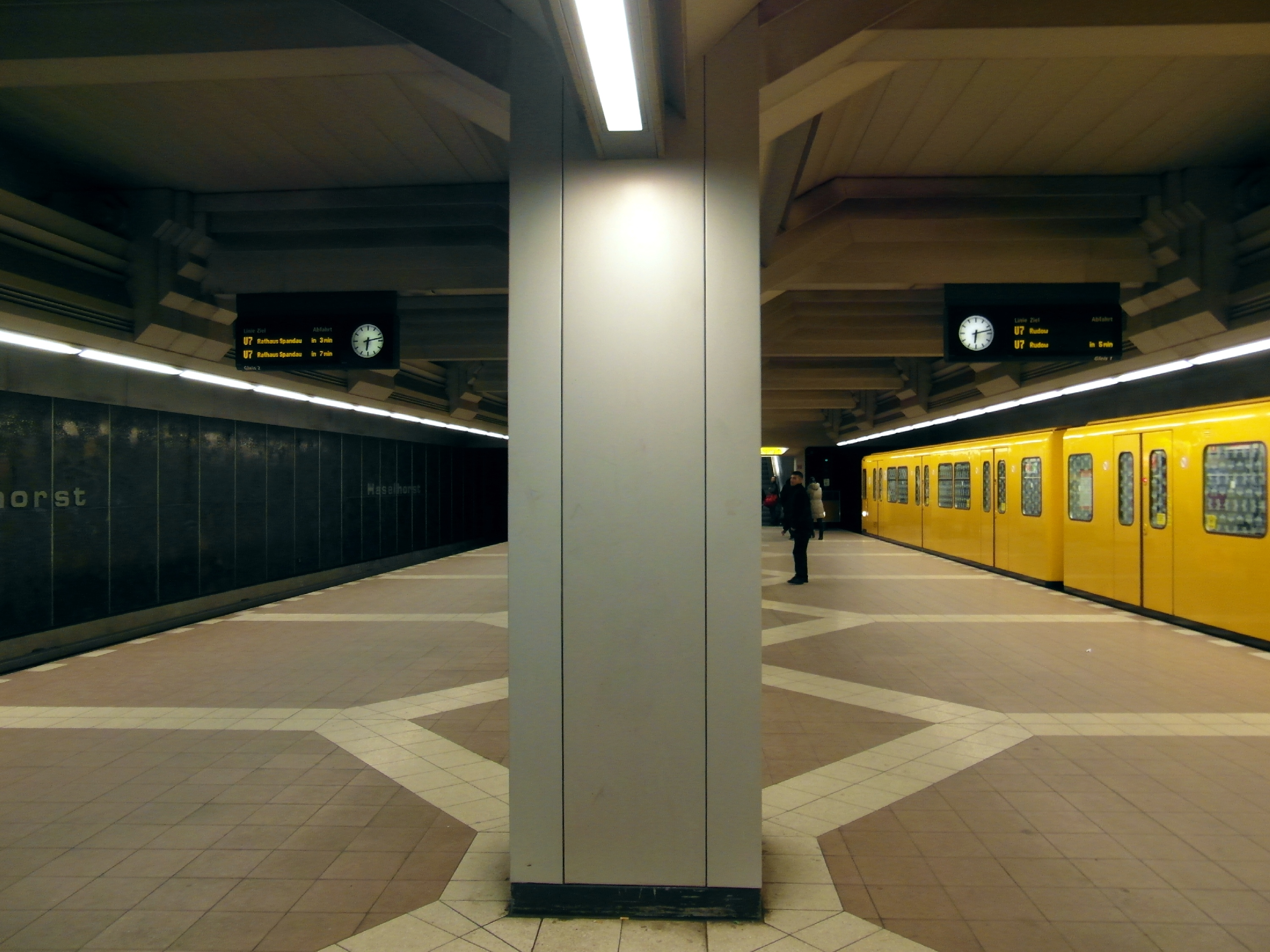
Rame du métro à l'arrêt dans la station.

### Intermodalité
À proximité un arrêt de bus (ligne 139) et un parking pour les véhicules.

## Galerie de photographies

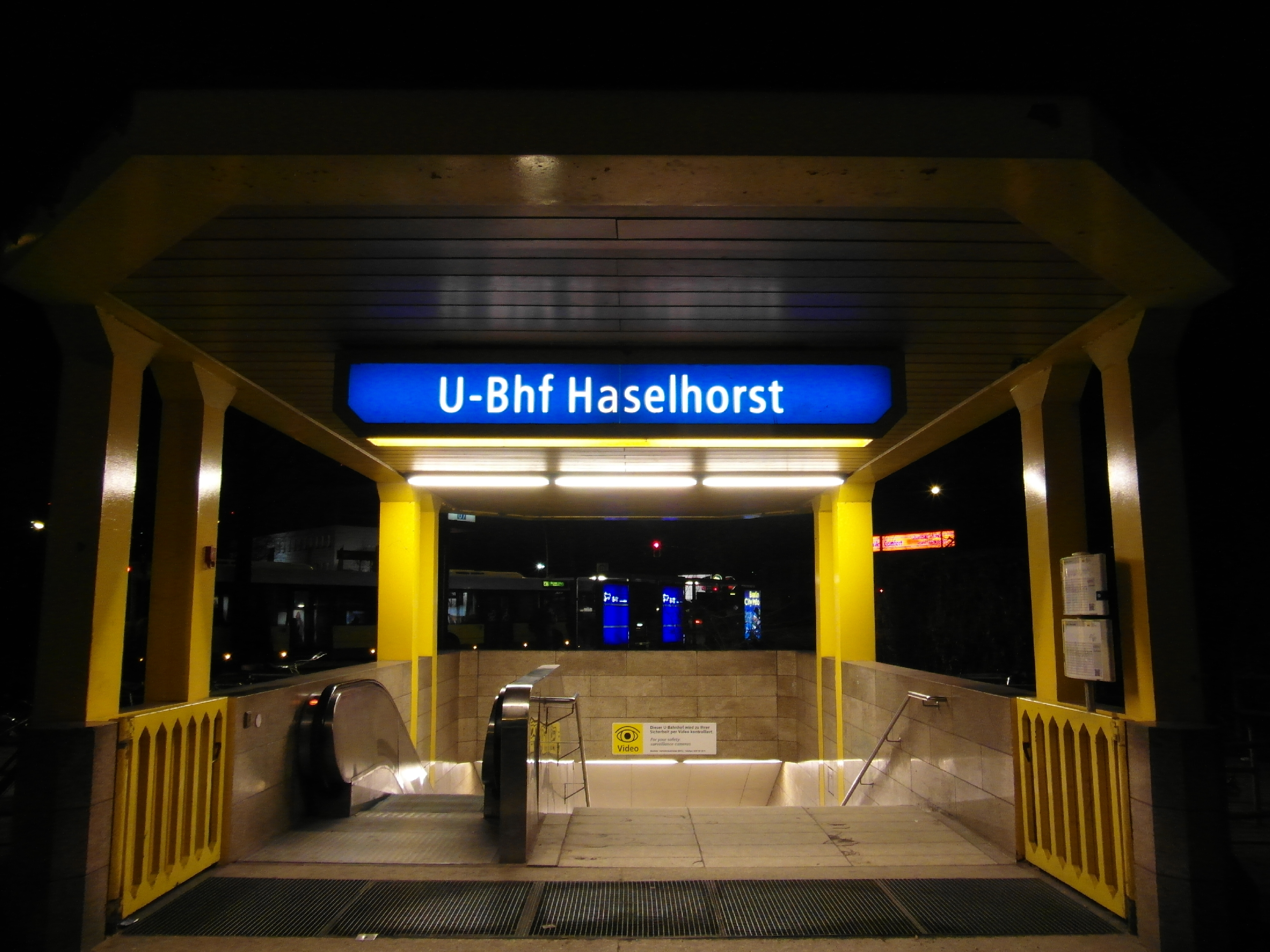
Un accès en 2013
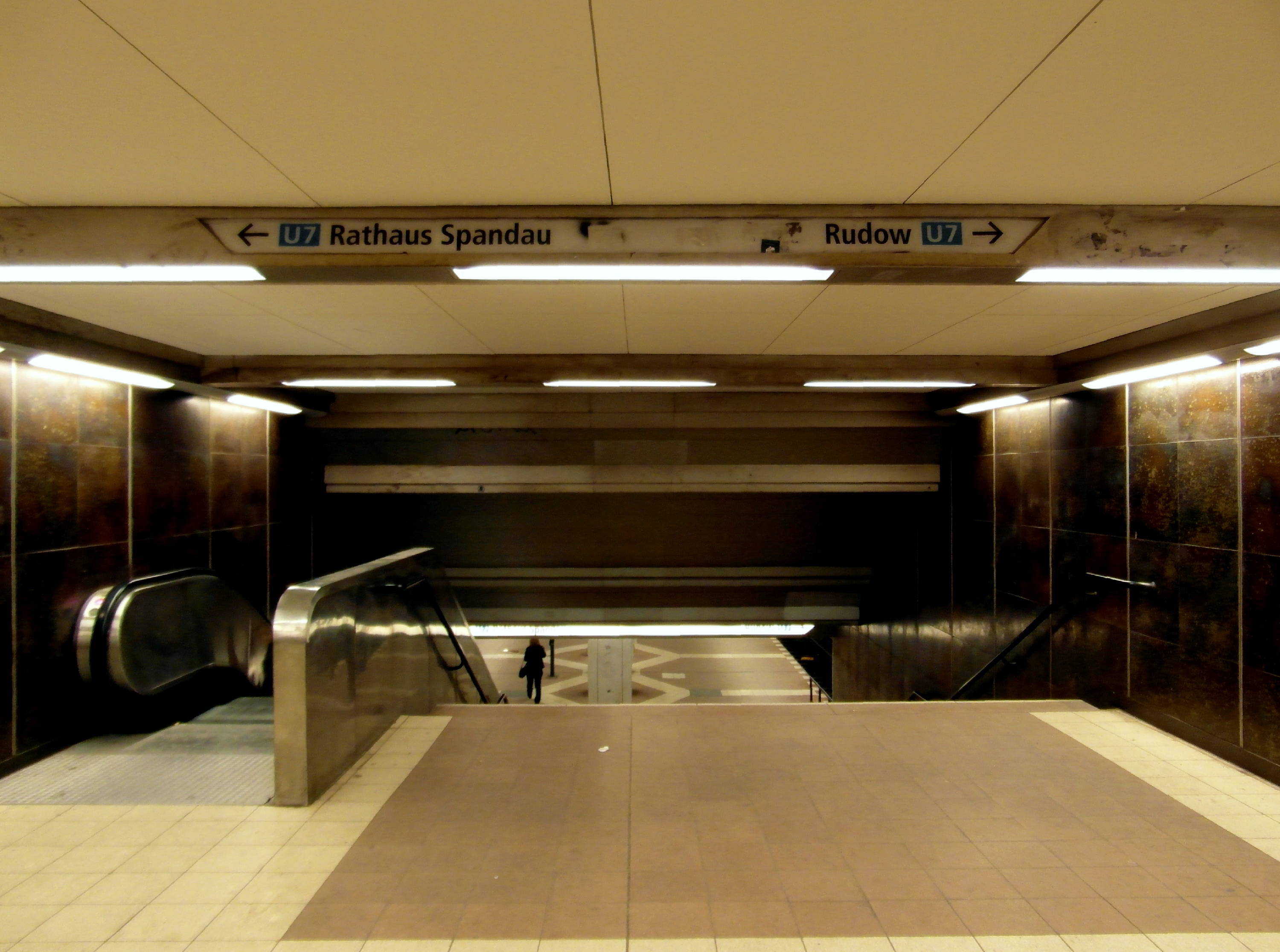
Escalier et escalator
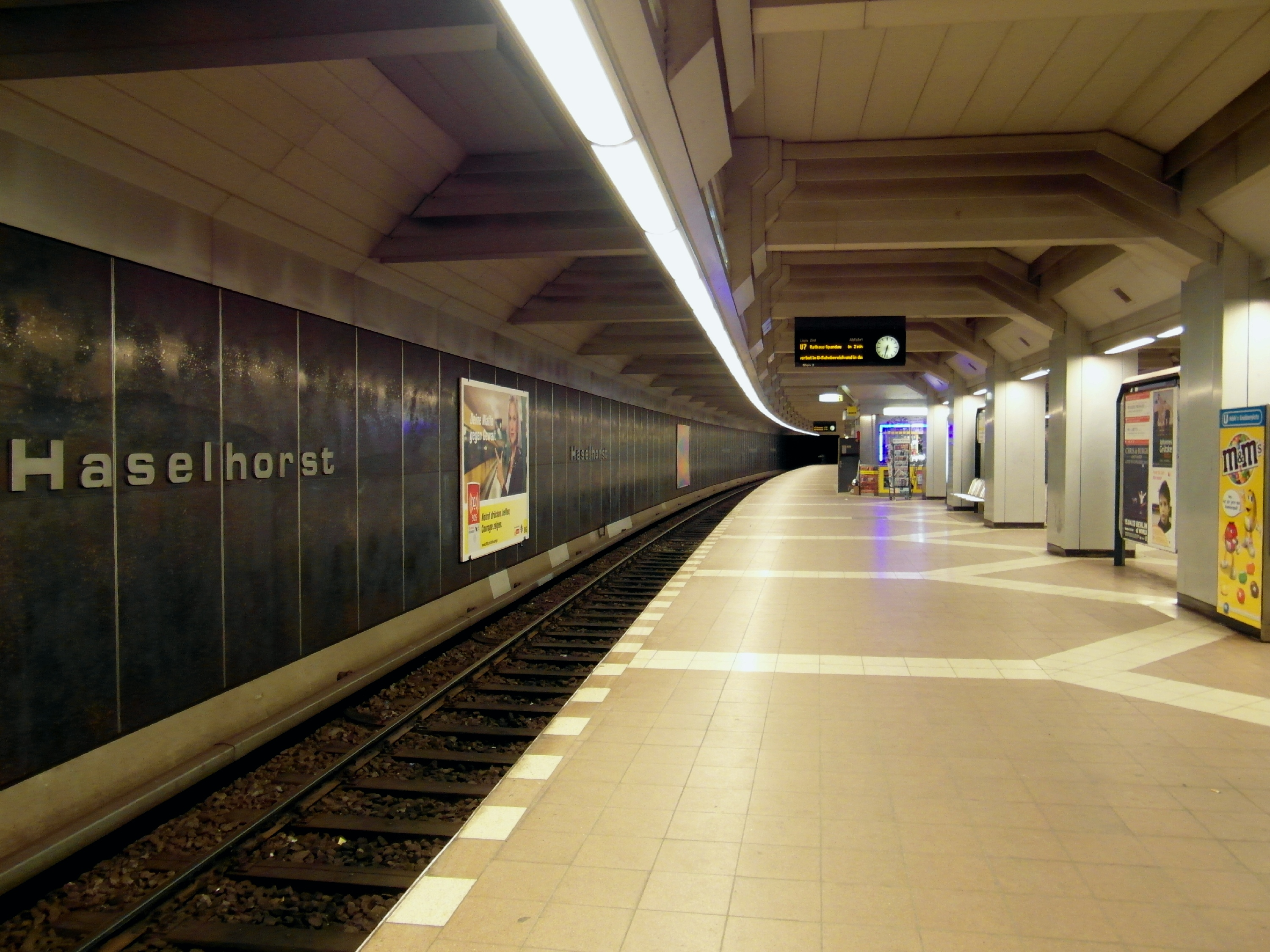
Un côté du quai central
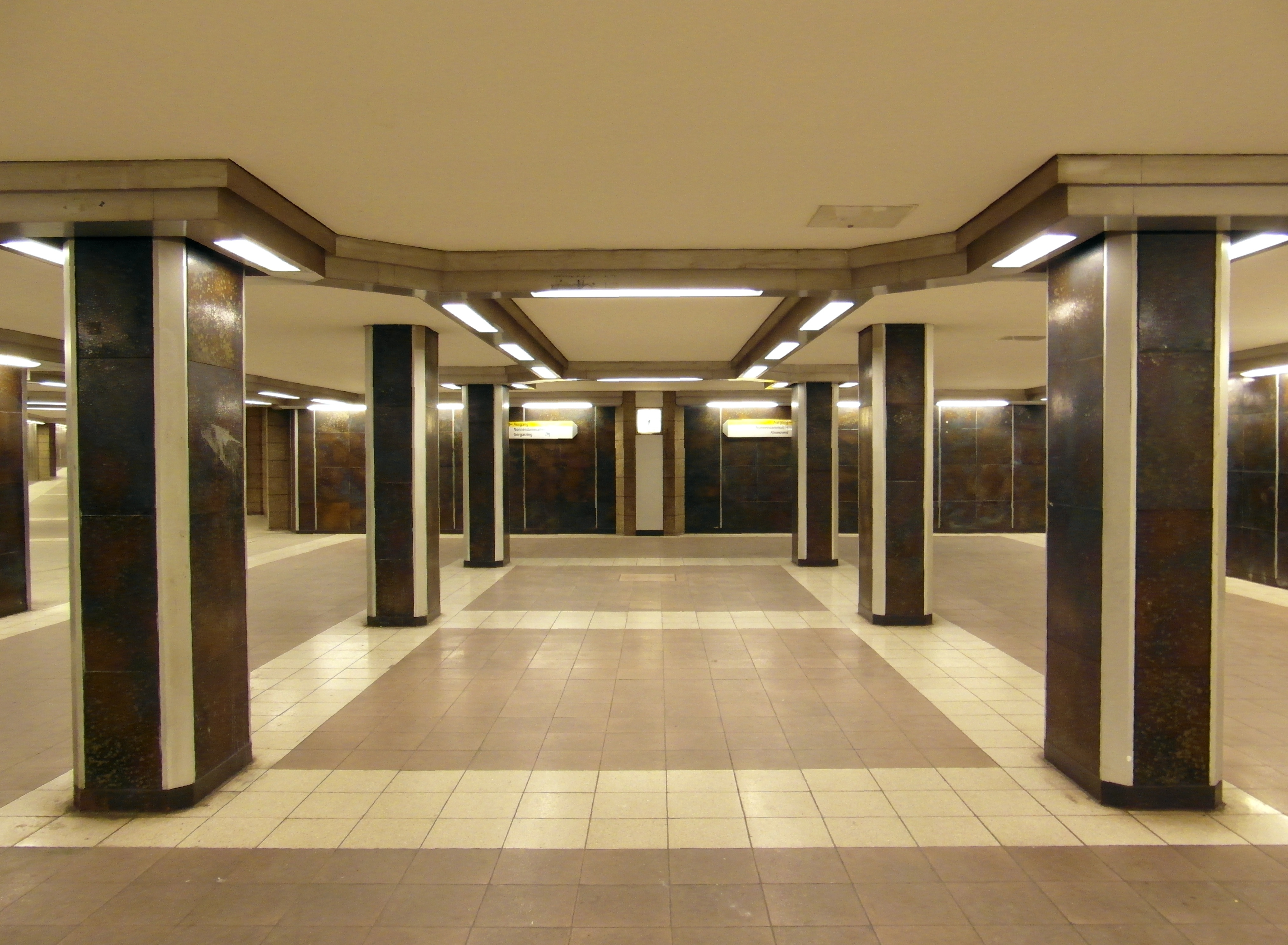
Hall intermédiaire